# Lugnet (Håbo)
Lugnet is een plaats in de gemeente Håbo in het landschap Uppland en de provincie Uppsala län in Zweden. De plaats heeft 135 inwoners (2005) en een oppervlakte van 29 hectare.